# Биркурт о Шен
Биркурт о Шен (фр. Burthecourt-aux-Chênes) насеље је и општина у североисточној Француској у региону Лорена, у департману Мерт и Мозел која припада префектури Нанси.
По подацима из 2011. године у општини је живело 91 становника, а густина насељености је износила 16,28 становника/km². Општина се простире на површини од 5,59 km². Налази се на средњој надморској висини од 310 метара (максималној 350 m, а минималној 228 m).

## Демографија
| 1962. | 1968. | 1975. | 1982. | 1990. | 1999. | 2011. |
| ----- | ----- | ----- | ----- | ----- | ----- | ----- |
| 103   | 106   | 116   | 112   | 109   | 101   | 91    |

График промене броја становника у току последњих година